# كوسة أحمد
كوسة أحمد هي قرية في مقاطعة أرومية، إيران. يقدر عدد سكانها بـ 444 نسمة بحسب إحصاء 2016.